# Welwitschia mirabilis
Ordre
Famille
Genre
Espèce
Répartition géographique
Statut CITES
Welwitschia mirabilis est une espèce de plantes. C'est la seule espèce du genre Welwitschia et de la famille des Welwitschiaceae.
Cette plante est considérée comme une espèce panchronique.
Elle est constituée de deux grandes feuilles linéaires qui croissent de façon indéfinie dans des sens opposés et dont les extrémités se dilacèrent. Sa longévité est considérable : certains spécimens observés ont entre 1 000 et 2 000 ans.
Particularité de cette gymnosperme, elle possède ses cônes mâles qui, en plus de porter le pollen, ont quelques ovules stériles et du nectar, ce qui suggère une tentative inaboutie d'« inventer » la fleur hermaphrodite (au sens des plantes angiospermes).
Cette plante, bien qu'étant une gymnosperme, possède également des gènes similaires à ceux responsables de la formation des fleurs, et organisés selon la même hiérarchie. Elle montre ainsi les mécanismes ancestraux possibles par lesquels aurait pu se former, au cours de l'évolution, une structure aussi complexe que la fleur des angiospermes.

## Dénomination

### Étymologie
Cette plante très particulière des déserts côtiers de Namibie et d'Angola (désert du Namib et de Moçâmedes) a été nommée en l'honneur du botaniste autrichien Dr Friedrich Welwitsch qui l'a découverte en 1860.
Sous mandat du Portugal, ce botaniste collecta des milliers de plantes entre 1853 et 1861. La petite histoire raconte qu'il aurait été tellement impressionné à la vue de cette plante qu'il serait tombé à genoux et serait resté à la fixer du regard. Le dessinateur-voyageur Thomas Baines rencontra également la plante en 1861.
En 1862, Welwitsch envoya les premiers échantillons à Joseph Dalton Hooker, directeur des jardins de Kew, lequel donna le nom de genre en son honneur, contre l'avis de Welwitsch lui-même, qui souhaitait qu'elle soit appelée Tumboa, son nom angolais.
L'épithète spécifique mirabilis signifie en  latin « admirable, merveilleux ».

### Noms vernaculaires
Elle est dénommée : 
- welwitschia ou tree tumbo en anglais,
- tumboa, n'tumbo dans la langue angolaise autochtone,
- tweeblaarkanniedood en afrikaans,
- !kharos en nama/damara,
- nyanka en damara,
- khurub en nama,
- onyanga en héréro[5].

## Classification

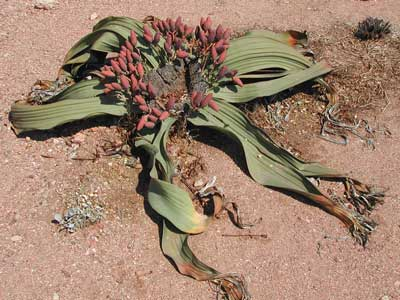
Plante femelle en Namibie

Sa position taxonomique, comme unique représentant non seulement de sa famille, mais de son ordre, celui des Welwitschiales, souligne son caractère unique et son éloignement des autres plantes.
Deux sous-espèces sont reconnues: W. mirabilis subsp. mirabilis, et  W. mirabilis subsp. namibiana Leuenb. (synonymes: Tumboa bainesii (Hook.f. 1861), Welwitschia bainesii Hook.f.).
L'espèce est classée au sein des Gnetopsida avec deux autres familles monotypiques particulières, les Gnetum et les Ephedra, soit ensemble au sein de l'ordre des Gnetales, soit en trois ordres distincts, et alors au sein des Welwitschiales. La position des Gnetopsida ou des Gnetales au sein des Gymnospermes, en particulier par rapport aux Conifères, est elle même encore discutée.

## Description

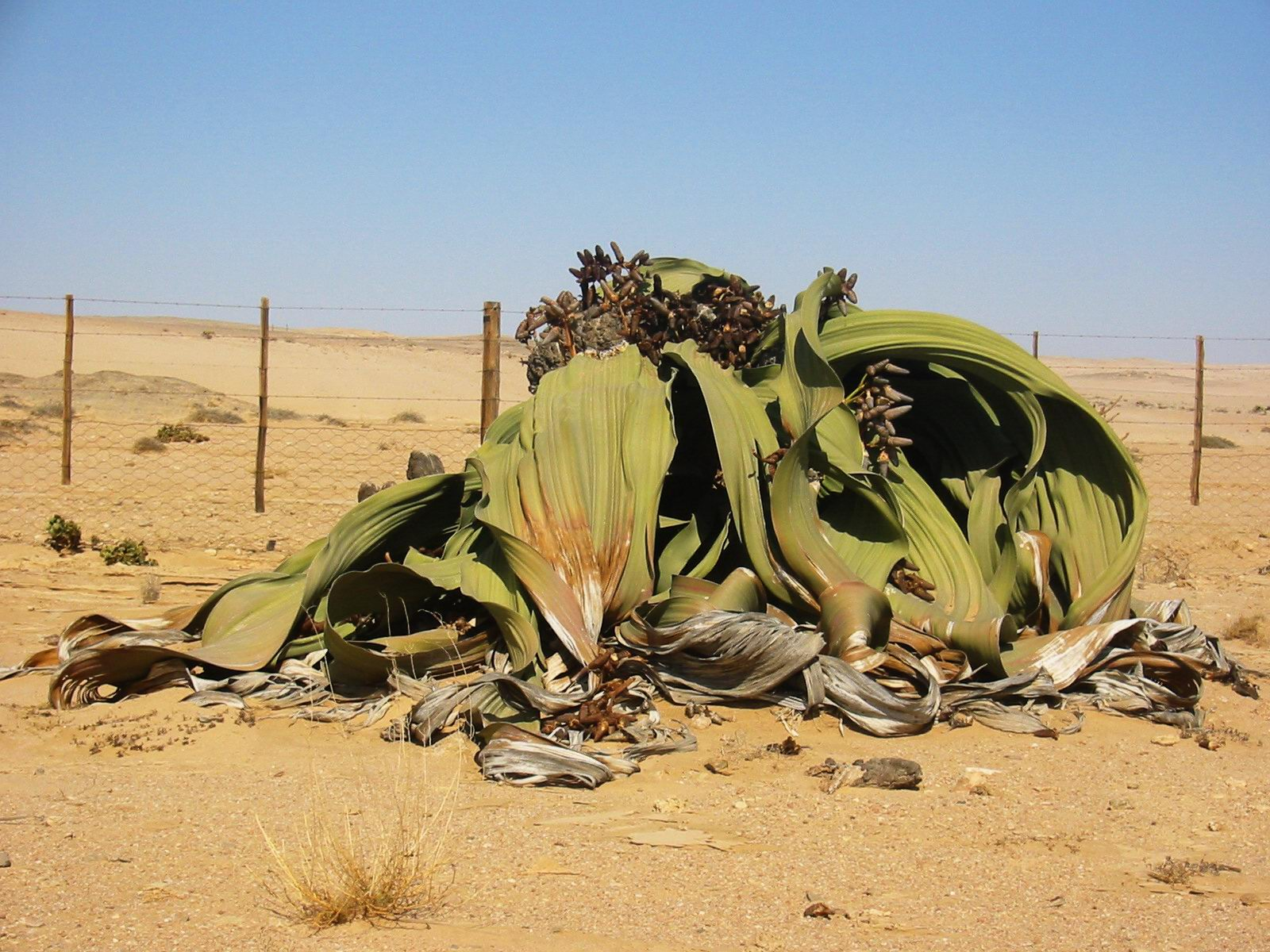
La plus grande Welwitschia connue, surnommée "The Big Welwitschia, atteint 1.40 m de haut et plus de 4 m de diamètre.

La Welwitschia pousse à partir d'un tronc court et épais qui comporte uniquement deux feuilles qui croissent continuellement à partir de leur base et une longue et épaisse racine pivotante. Ces deux feuilles ne sont jamais remplacées, une caractéristique unique dans le règne végétal. Après la germination, les deux feuilles, plus ou moins laciniées par l'âge, correspondent aux cotylédons, la Welwitschia étant une plante néoténique. La croissance continue sur les côtés ; cela donne forme à la croissance obconicale de la tige.
Les feuilles peuvent atteindre une longueur de 2 à 4 mètres et sont généralement divisées en bandes longitudinales, ce qui peut parfois masquer le fait qu'il n'y a que deux feuilles à l'origine. Elles croissent par la base et se dessèchent par l'apex. Elles poussent à une vitesse d'environ un demi-millimètre par jour, ce qui, combiné à l'âge des plantes, donnerait des feuilles très longues, mais elles sont continuellement diminuées par les conditions atmosphériques, l'abrasion due aux tempêtes de sable, et les animaux. La durée de vie maximale des cellules des feuilles est d'une dizaine d'années. Les feuilles mesurent environ 1,4 cm d'épaisseur, et leur rigidité résiste aux conditions difficiles.
L'espèce est dioïque, les plantes mâles et femelles étant distinctes. Les organes reproducteurs sont des strobiles. La pollinisation, à savoir le transfert du pollen des fleurs mâles aux fleurs femelles, semble être réalisée par les insectes (mouches, abeilles, bourdons) attirés par le nectar produit aussi bien par les fleurs mâles que femelles.

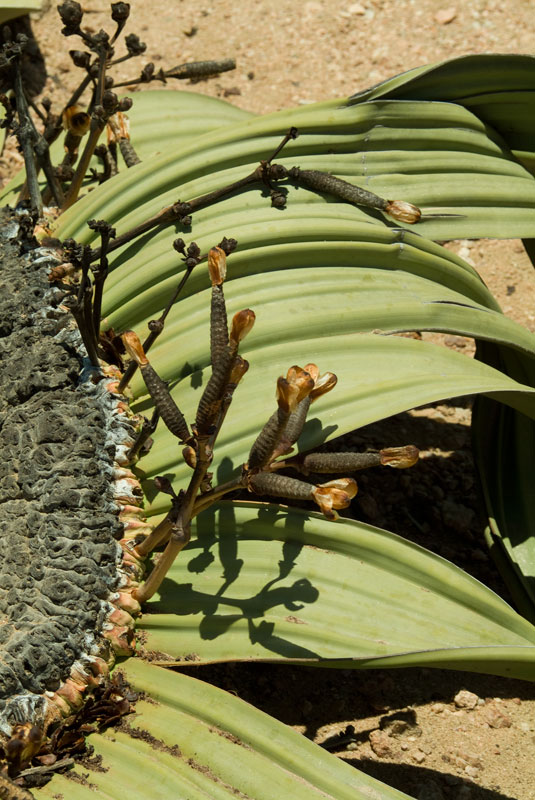
Détail d'un pied femelle.
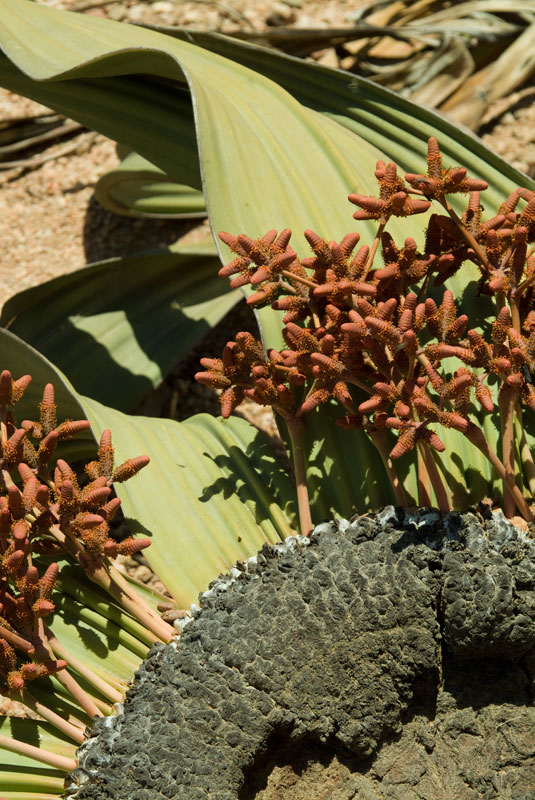
Détail d'un pied mâle.
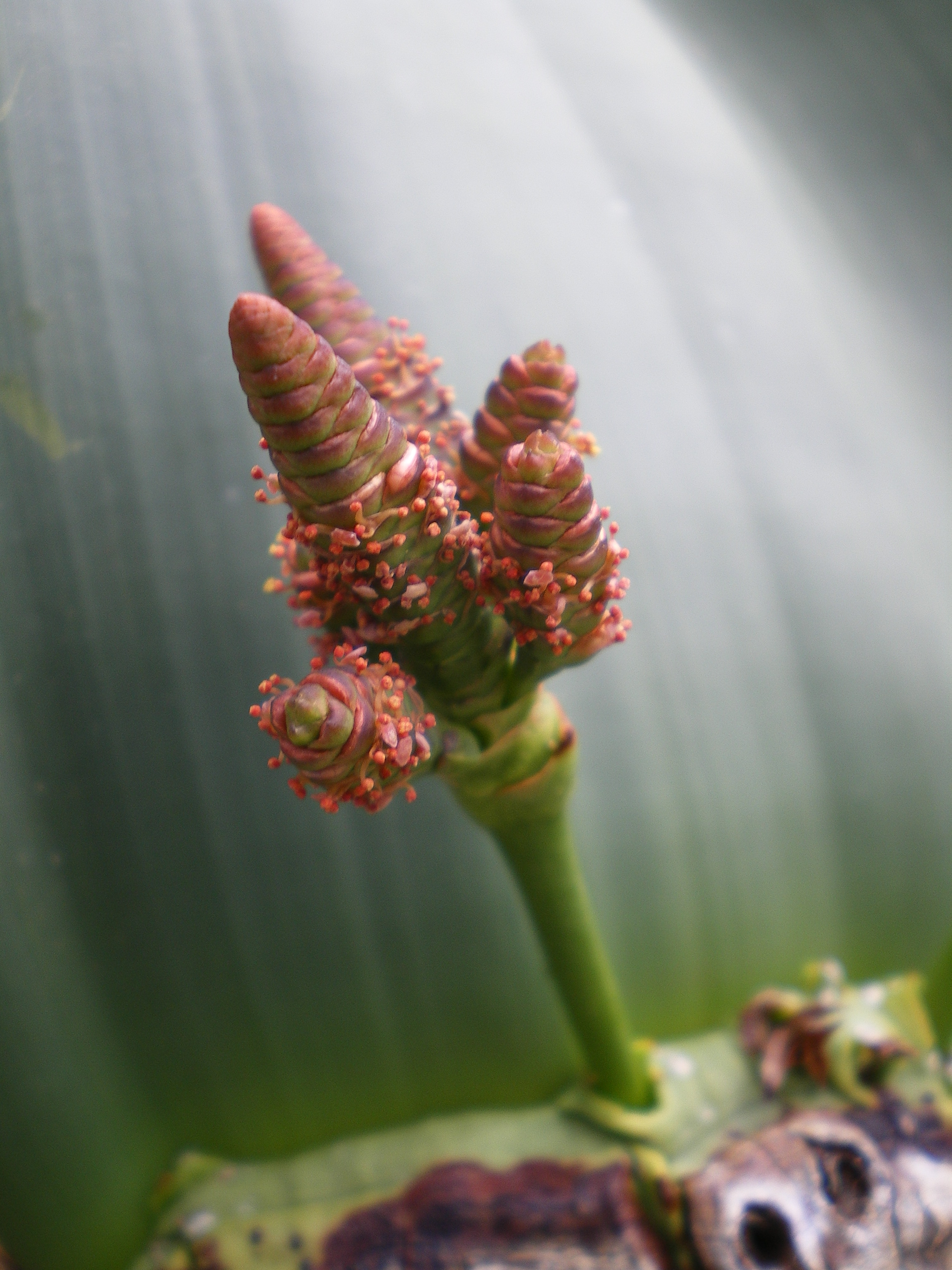
Fleur mâle.

Les graines mesurent 36x25 mm et sont entourées d'une fine ailette qui permet sa dispersion par le vent.
L'âge des plantes est difficile à évaluer, mais on estime qu'elles ont une durée de vie extrêmement longue. Les datations au carbone 14 d'échantillons prélevés au cœur des racines les plus anciennes ont abouti à un âge minimum de plus de 400 ans. Compte tenu de leur taille, certains spécimens — les plus grands mesurent jusqu'à 8 mètres de diamètre — pourraient atteindre les 2 000 ans.

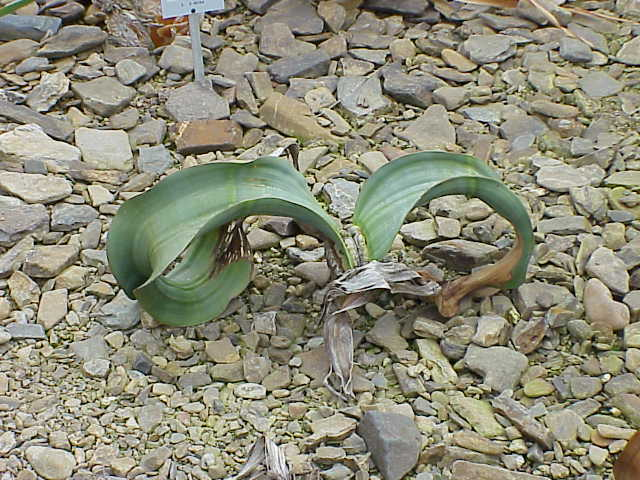
Jeune spécimen.
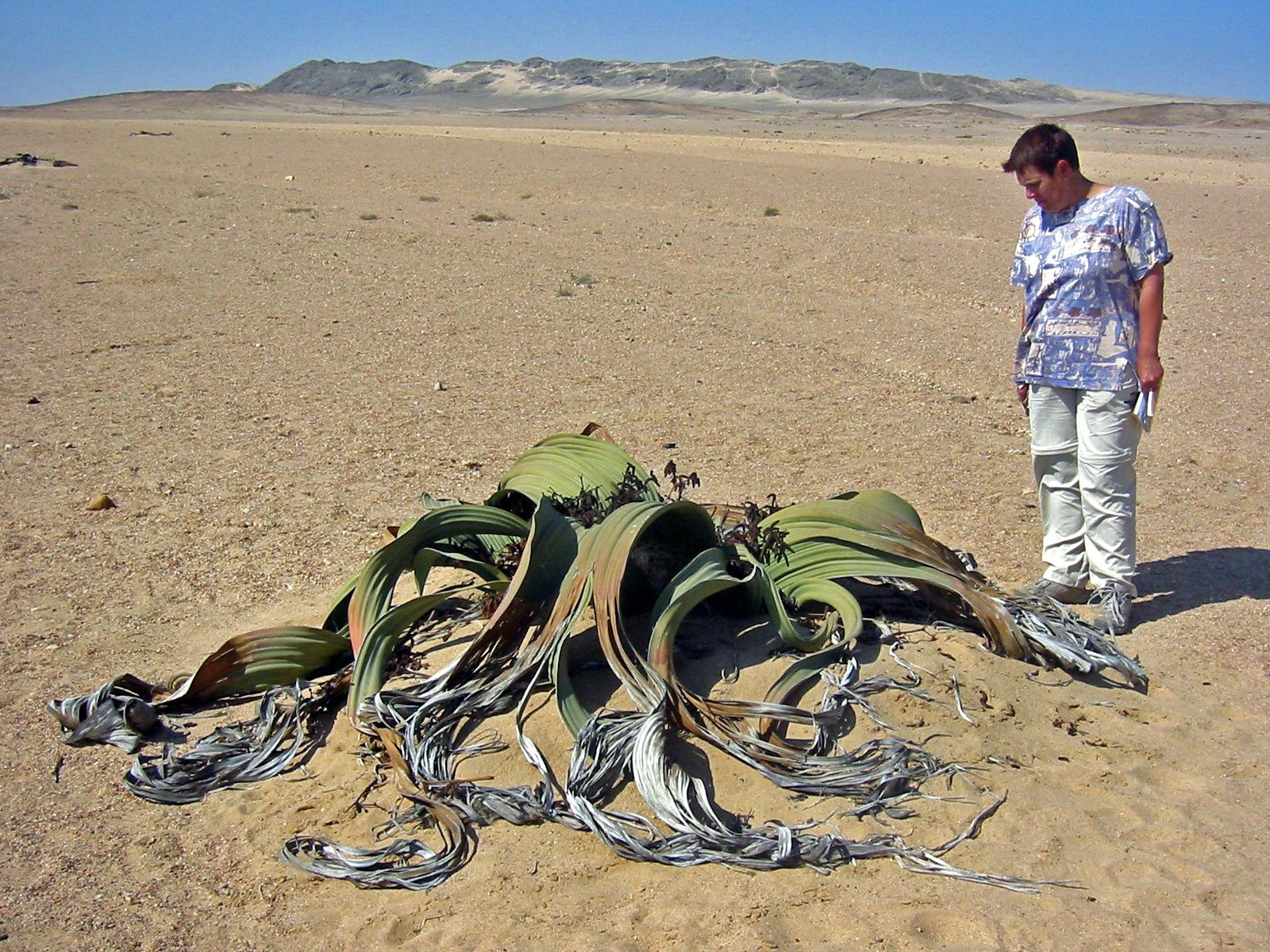
Vieux spécimen.
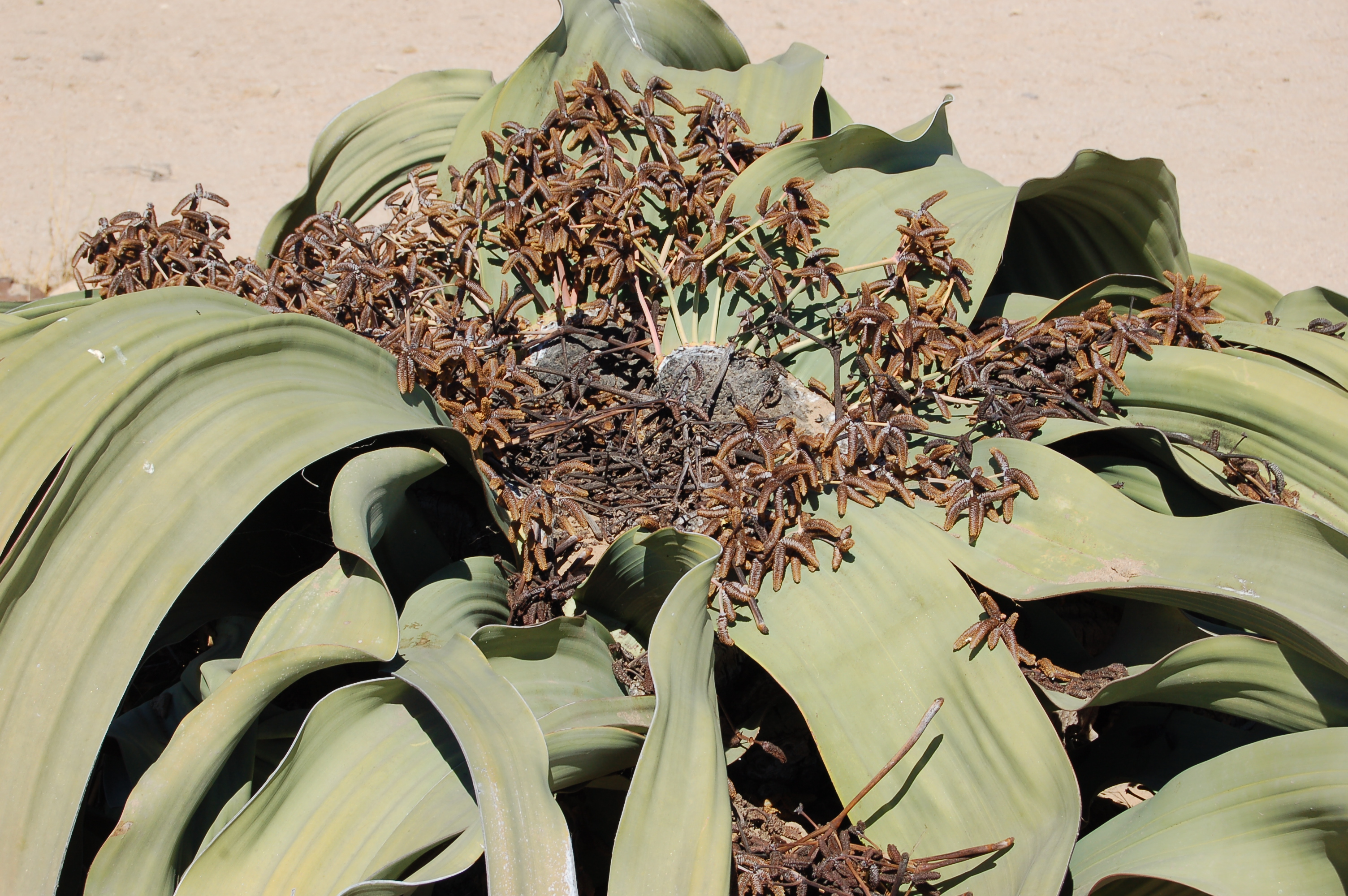
Plante mâle.
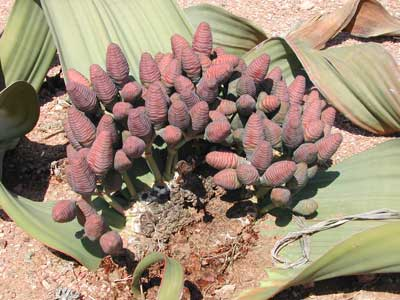
Plante femelle.
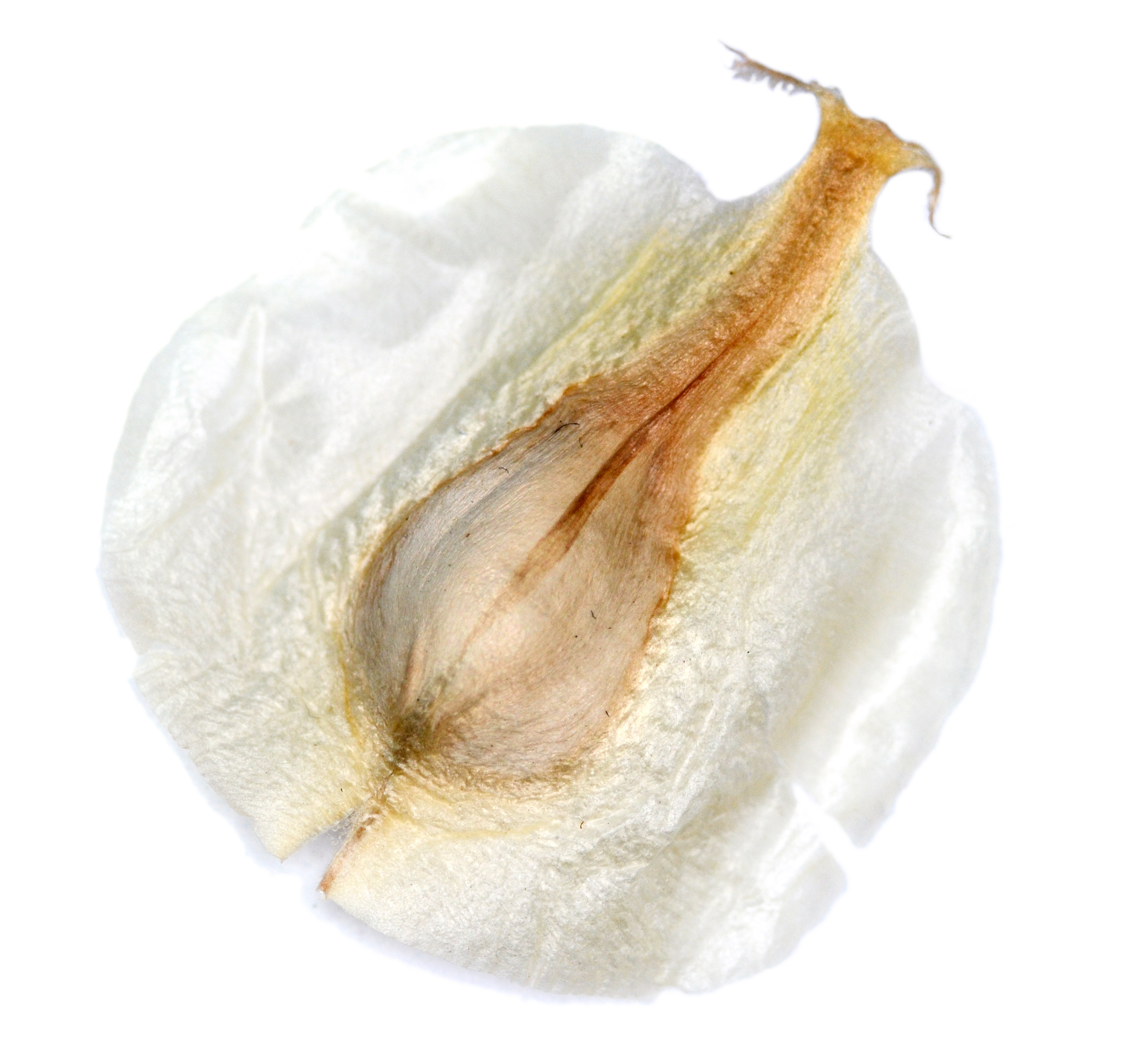
Graine.

## Écologie

### Adaptation au climat aride
Le climat auquel Welwitschia a dû s'adapter est devenu de plus en plus sec au cours des derniers millions d'années : elle ne survit aujourd'hui que grâce aux brouillards, ce qui limite son aire à la zone côtière. On pense qu'elle absorbe l'eau par le biais de structures particulières de ses feuilles recueillant l'humidité de la rosée qui apparaît dans le désert chaque nuit. Chez les plantes âgées, les plis des rubans des feuilles maintiennent de l'humidité dans le sol autour de la plante, ainsi que des débris organiques qui enrichissent le sol.
Comme adaptation supplémentaire aux conditions arides et aux températures chaudes de la journée (c'est la seule espèce de gymnospermes à agir ainsi), W. mirabilis utilise le métabolisme acide crassulacéen (CAM) qui est un moyen de fixer le carbone par la photosynthèse.

### Interactions avec la faune

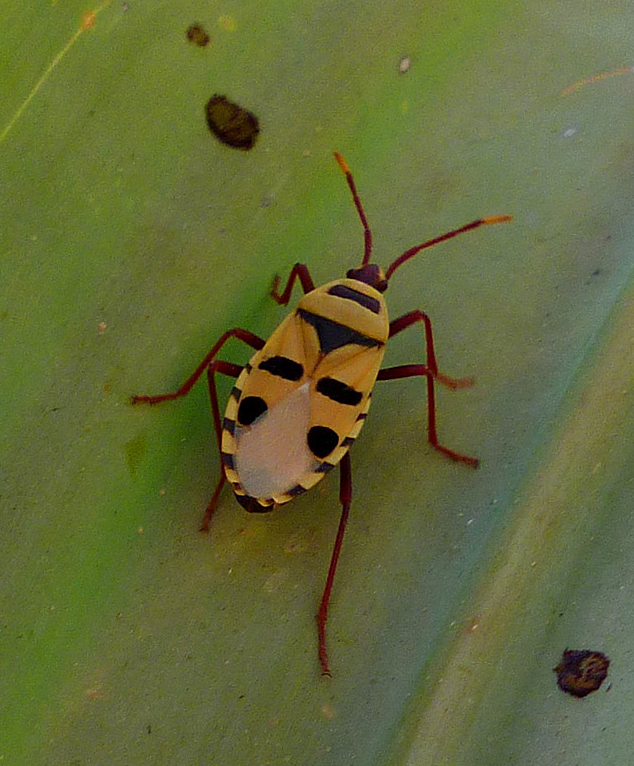
Probergrothius sexpunctatus, Pyrrhocoridae phytophage associé à Welwitschia mirabilis.

La plante constitue une source importante d'humidité, voire de nourriture, ainsi qu'un micro habitat, pour de nombreuses espèces. En période de sécheresse importante, des espèces comme l'oryx gazelle, le springbok, le zèbre de Hartmann, le rhinocéros noir, et d'autres ongulés en mâchent les feuilles. Une espèce d'alouette, l'Ammomane de Gray (Ammomanopsis grayi), peut nicher dans ou sous la plante. Des serpents (dont la vipère à corne d'Afrique du Sud), des lézards, des caméléons, et des arthropodes utilisent la plante comme abri.
Un insecte hétéroptère de la famille des Pyrrhocoridae (la famille de nos gendarmes européens) Probergrothius sexpunctatis, est associé à Welwitschia. Il se nourrit notamment d'exsudats d'une cochenille farineuse de la famille des Pseudococcidae, Paracoccus sp., qui parasite la plante, ainsi que de sève, de graines et de cônes de la plante. On a cru initialement qu'il pollinisait la plante, ce qui a été démontré comme infondé. Par contre, il est l'un des vecteurs de l'infection des cônes femelles par Aspergillus niger, laquelle réduit fortement la production de graines fertiles.

### Origine
On pense que Welwitschia est une relique du Jurassique, initialement plutôt adaptée à des conditions tropicales, qui a réussi à s'adapter à des conditions devenues de plus en plus arides, alors qu'aucune de ses espèces parentes n'a survécu.

## Distribution
L'espèce est endémique d'Angola et de Namibie, sur la côte ouest de l'Afrique australe, sur une bande côtière de 1 200 kilomètres de long entre Moçâmedes en Angola, et la rivière Kuiseb en Namibie, et de 100 à 150 kilomètres de large, là où l'humidité de l'océan se fait sentir par des brouillards côtiers. Elle pousse en populations isolées de quelques rares individus à un millier d'individus.

## Welwitschia mirabiliset l'Homme

### Alimentation
Des peuples de la région l'ont consommée. Son nom en héréro, onyana, signifie « oignon du désert ».

### Statut et menaces
Bien que considérée comme potentiellement menacée selon les critères de la liste rouge de l'UICN, à cause de sa croissance très lente, et malgré le fait que les plantes les plus anciennes soient très recherchées des collectionneurs, un bon nombre de spécimens existent à l'état sauvage. Pour cette raison, elle a été déplacée de l'Annexe I à l'Annexe II de la CITESconcernant les limitations de la commercialisation : seules ses graines peuvent être commercialisées, mais pas les plantes. Les plantes vivant en Angola sont généralement considérées comme mieux protégées que celles de Namibie, en raison d'une concentration relativement forte de mines en Angola, vestiges de la guerre, qui éloignent les collectionneurs. En Namibie, elle est protégée par une Ordonnance de protection de la nature datant de 1975. Elle est suivie dans le cadre de l'IUCN Sampled Red List Index for Plants et d'autres projets afin d'identifier l'évolution des risques qui la menacent,.
On a constaté une recrudescence des infections des graines et des organes reproducteurs femelle par le champignon pathogène Aspergillus niger, ce qui diminue fortement la capacité de reproduction de la plante, à un point pouvant devenir préoccupant dans un avenir proche. Dans une étude menée en 1998 en Namibie, une moyenne de 82% des plants femelles et 55% des graines étaient infectées par ce champignon. Les vecteurs semblent être liés à la pollinisation (infection par le micropyle) et les insectes comme Probergrothius sexpunctatis, qui véhiculent des spores du champignon, également présents dans l'air et le sol environnant, et hébergés par d'autres plantes des mêmes périmètres. De plus, le vent et la chaleur du désert facilitent également la propagation et le développement des spores.
Les autres menaces sont les véhicules 4x4 qui peuvent occasionner des blessures ou même la mort des plantes, en lien notamment avec le développement de l'écotourisme, les collectionneurs de plantes, et le surpâturage,.

### Culture
L'espèce pousse facilement à partir de semences qui peuvent être achetées chez des revendeurs spécialisés.
Les graines doivent être maintenues humides pendant une quinzaine de jours et doivent être exposées à autant de chaleur et de lumière que possible durant cette période.
Les graines recueillies dans la nature sont souvent fortement contaminées par des spores d'Aspergillus niger ce qui provoque leur pourriture peu après la germination. Les graines cultivées du Jardin botanique national Kirstenbosch du Cap en Afrique du Sud ou d'autres sources sont plus propres et moins susceptibles de pourrir.

### Héraldique
La plante figure sur les armoiries de la Namibie et sur le blason de l'équipe de rugby des Westelike Rugby Subunie.

### Autres
Les joueurs de l'équipe de Namibie de rugby à XV sont surnommés les « Welwitschias ».
L'aéroport de Moçâmedes (Angola) a été baptisé en 2014 « Aéroport international Welwitschia mirabilis » en l'honneur de cette plante endémique exceptionnelle.
Cette plante est devenue un motif d'écotourisme. Des visites en bus sont également organisées dans le parc national de Namib-Naukluft pour voir la plus grande welwitschia.

### Welwitschiales
- (fr + en) ITIS : Welwitschiales
- (en) NCBI : Welwitschiales (taxons inclus)
- Une classification selon James L. Reveal

### Welwitschiaceae
- (en) Angiosperm Phylogeny Website : Welwitschiaceae
- (fr + en) ITIS : Welwitschiaceae  Markgr.
- (en) NCBI : Welwitschiaceae (taxons inclus)
- (en) CITES : Welwitschia mirabilis Hook.f., 1862  (+ répartition sur Species+) (consulté le 5 juin 2015)
- (en) GRIN : famille Welwitschiaceae  Caruel (+liste des genres contenant des synonymes)

### Welwitschia
- (en) GRIN : genre Welwitschia Hook.f. (+liste d'espèces contenant des synonymes)
- (en) Angiosperm Phylogeny Website : Welwitschia
- (fr + en) ITIS : Welwitschia  J.D.Hooker, 1863 (J.D.Hooker=Hook.f.)
- (en) NCBI : Welwitschia (taxons inclus)

### Welwitschia mirabilis
- (en) GRIN : espèce Welwitschia mirabilis Hook.f.
- (fr + en) ITIS : Welwitschia mirabilis Hook.f.
- (en) NCBI : Welwitschia mirabilis (taxons inclus)
- (fr) Tela Botanica (France métro) : Welwitschia mirabilis Hook.f.

## Liens et notes
- (en) Cet article est partiellement ou en totalité issu de l’article de Wikipédia en anglais intitulé « Welwitschia » (voir la liste des auteurs).

1. ↑  (en) A. Lewington & E. Parker, Ancient Trees : Trees that Live for a Thousand Years, Londres, Collins & Brown Ltd., 1999, relié (ISBN 978-1-85585-704-9, LCCN 00500325) - Les arbres antiques : Des plantes qui vivent un millier d'années
2. ↑  François Parcy, L'histoire secrète des fleurs, Humensis, 2018, p. 158
3. ↑  (en) Edwige Moyroud, Marie Monniaux, Emmanuel Thévenon, Renaud Dumas, Charles P. Scutt, Michael W.Frohlich, François Parcy, « A link between LEAFY and B-gene homologs in Welwitschia mirabilis sheds light on ancestral mechanisms prefiguring floral development », New Phytologist,‎ 24 février 2017 (DOI 10.1111/nph.14483).
4. 1 2 3 4 5 6 7 8 9  « Welwitschia mirabilis Hook.f. », sur Plants of the World Online (consulté le 19 avril 2019).
5. 1 2 3 4 5 6 7 8 9  « Welwitschia mirabilis | PlantZAfrica », sur pza.sanbi.org (consulté le 19 avril 2019).
6. 1 2 3 4  (en) Erin Zimmerman, « The Plant That Time Forgot (Welwitschia mirabilis) », sur Questionable Evolution, 26 septembre 2012 (consulté le 19 avril 2019).
7. ↑  « Welwitschia mirabilis Hook.f. — The Plant List », sur theplantlist.org (consulté le 19 avril 2019).
8. 1 2  « Welwitschia mirabilis, une Gnétale unique du désert de Namibie — Planet-Terre », sur planet-terre.ens-lyon.fr (consulté le 19 avril 2019).
9. ↑  Traité de Botanique, Systématique moléculaire de F.Dupont et JL. Guignard éditions Masson
10. ↑  (en) Wetschnig W, Depisch B, « Pollination biology of Welwitschia mirabilis HOOK. f. (Welwitschiaceae, Gnetopsida) », Phyton-Annales Rei Botanicae, vol. 39,‎ 1999, p. 167 - Biologie de la pollinisation de Welwitschia mirabilis
11. ↑  (en) J. C. VOGEL et Ebbie Visser, « Pretoria Radiocarbon dates II », Radiocarbon, vol. 23, no 1,‎ 1981, p. 78-79 (lire en ligne)
12. ↑  (en) von Willert DJ, Armbruster N, Drees T, Zaborowski M, « Welwitschia mirabilis: CAM or not CAM - what is the answer? », Functional Plant Biology, vol. 32,‎ 2005, p. 389
13. 1 2 3 4  (en) Herta Kolberg, Christopher Wagner et Gillian A. Cooper-Driver, « Patterns of Aspergillus niger var. phoenicis (Corda) Al-Musallam infection in Namibian populations ofWelwitschia mirabilis Hook.f. », Journal of Arid Environments, vol. 46, no 2,‎ 2000, p. 181–198 (ISSN 0140-1963, lire en ligne [PDF], consulté le 19 avril 2019)
14. 1 2 3  (en) C. Whitaker, N.W. Pammenter et P. Berjak, « Infection of the cones and seeds of Welwitschia mirabilis by Aspergillus niger var. phoenicis in the Namib-Naukluft Park », South African Journal of Botany, vol. 74, no 1,‎ janvier 2008, p. 41–50 (DOI 10.1016/j.sajb.2007.08.008, lire en ligne, consulté le 19 avril 2019)
15. ↑  « Welwitschia - Trees - South Africa », sur southafrica.co.za (consulté le 19 avril 2019).
16. ↑  (en) Chris H. Bornman, « Welwitschia mirabilis: paradox of the Namib Desert », Endeavour, vol. XXXI, no 113,‎ mai 1972 (lire en ligne [PDF])
17. ↑  « CITES species. The Cactus and Succulent Plants Specialist Group (CSSG) », sur UICN, 15 février 2016 (consulté le 19 avril 2019).
18. ↑  « Nature Conservation Ordinance 4 of 1975 - Namibia Legal Database », sur laws.parliament.na (consulté le 19 avril 2019).
19. 1 2  « Welwitschia Conservation Case Study | The Mohamed bin Zayed Species Conservation Fund », sur speciesconservation.org (consulté le 19 avril 2019).
20. ↑  (en-US) « Namibe airport reinaugurated, re-named - Politics - Angola Press - ANGOP », sur angop.ao (consulté le 19 avril 2019).